# Hinatuan
Hinatuan là một đô thị hạng 3 ở tỉnh Surigao del Sur, Philippines. Theo điều tra dân số năm 2000, đô thị này có dân số 36.170 người trong 6.445 hộ.

## Các đơn vị hành chính
Hinatuan được chia thành 24 barangay.
| - Baculin - Benigno Aquino (Zone I Pob.) - Bigaan - Cambatong - Campa - Dugmanon - Harip - La Casa (Pob.) - Loyola - Maligaya - Pagtigui-an (Bitoon) - Pocto | - Port Lamon - Roxas - San Juan - Sasa - Tagasaka - Tagbobonga - Talisay - Tarusan - Tidman - Tiwi - Zone II (Sto. Niño.Pob.) - Zone III Maharlika (Pob.) |